# 石巻赤十字病院

赤十字の標章

石巻赤十字病院（いしのまきせきじゅうじびょういん）は、宮城県石巻市にある医療機関である。日本赤十字社宮城県支部が設置する病院である。「石巻日赤病院（いしのまきにっせきびょういん）」とも通称される。

## 概要
病院は三陸沿岸道路 石巻女川ICに隣接している。2015年10月までは救急車緊急退出路が設置されていた。三陸沿岸道路の北への延伸とともに、診療対象となる居住エリアの広さは年々拡大している。

## 沿革
- 1873年（明治6年） - 前身の宮城県立宮城病院石巻分院として牡鹿郡石巻村仲町（現・石巻市中央、北緯38度25分51.4秒 東経141度18分34.9秒 / 北緯38.430944度 東経141.309694度）に開設される。
- 1926年（大正15年）10月 - 日本赤十字社 宮城支部に譲渡、石巻赤十字病院となる。
- 1933年（昭和8年）4月 - 牡鹿郡石巻町湊字御所入（現・石巻市吉野町、北緯38度25分30.7秒 東経141度19分6.1秒 / 北緯38.425194度 東経141.318361度）に移転新築。
- 1960年（昭和35年）12月 - 総合病院の名称使用の承認。
- 1969年（昭和44年）10月 - 救急告示病院の指定の承認。
- 1991年（平成3年）4月 - 病院群輪番制へ参画。
- 1997年（平成9年）3月 - 宮城県地域災害医療センターとして指定。
- 1999年（平成11年）4月 - 感染症の予防及び感染症の患者に対する医療に関する法律（感染症新法）施行に伴い、第2種感染症指定医療機関として指定伝染病床を減床。
- 2000年（平成12年）3月 - 臨床研修病院として指定。
- 2003年（平成15年）8月 - 地域がん診療拠点病院として指定。
- 2006年（平成18年）
  - 5月2日 - 石巻市蛇田地区（北緯38度27分33秒 東経141度16分47秒 / 北緯38.45917度 東経141.27972度）に移転新築。
  - 5月15日 - 三陸自動車道に救急車緊急退出路（上り線:北緯38度27分39.2秒 東経141度16分47.6秒 / 北緯38.460889度 東経141.279889度、下り線:北緯38度27分18.8秒 東経141度16分26秒 / 北緯38.455222度 東経141.27389度）を設置し、運用開始[3][4]。
- 2009年（平成21年）7月1日 - 救命救急センターを開設。
- 2011年（平成23年）3月11日 - 東北地方太平洋沖地震（東日本大震災）が発生。
- 2015年（平成27年）10月4日 - 当院と隣接する三陸沿岸道路に石巻女川IC（北緯38度27分40.6秒 東経141度16分47.9秒 / 北緯38.461278度 東経141.279972度）を設置し、供用開始。救急車緊急退出路の運用終了。

## 診療科
- 内科
- 神経内科
- 呼吸器科
- 消化器科
- 循環器科
- 小児科
- 外科
- 整形外科

- 形成外科
- 脳神経外科
- 呼吸器外科
- 心臓血管外科
- 小児外科
- 皮膚科
- 泌尿器科
- 産婦人科

- 眼科
- 耳鼻咽喉科
- リハビリテーション科
- 放射線科
- 緩和医療科
- 麻酔科

- 併設施設 仮設病棟…50床 [5]

## 医療機関の指定等
（下表の出典）
| 保険医療機関                                   | 母体保護法指定医の配置されている医療機関 |
| 労災保険指定医療機関                           | 地域医療支援病院                         |
| 指定自立支援医療機関（更生医療）               | 災害拠点病院                             |
| 指定自立支援医療機関（育成医療）               | へき地医療拠点病院                       |
| 指定自立支援医療機関（精神通院医療）           | 救命救急センター（24床）                 |
| 身体障害者福祉法指定医の配置されている医療機関 | 臨床研修病院                             |
| 精神保健指定医の配置されている医療機関         | 特定行為研修指定研修機関                 |
| 生活保護法指定医療機関                         | がん診療連携拠点病院等                   |
| 結核指定医療機関                               | 特定疾患治療研究事業委託医療機関         |
| 指定養育医療機関                               | DPC対象病院                              |
| 原子爆弾被害者一般疾病医療取扱医療機関         | 地域周産期母子医療センター               |
| 第二種感染症指定医療機関                       |                                          |

- 船員法第83条に基づく指定医[9]
- 宮城DMAT指定医療機関
- 原子力災害拠点病院[10]
- 公益財団法人日本医療機能評価機構認定病院[11]
- このほか、各種法令による指定・認定病院であるとともに、各学会の認定施設でもある。

## 東日本大震災における対応
2011年3月11日に発生した東北地方太平洋沖地震、またそれに伴う津波の影響で、石巻市は甚大な被害が出た。発災と同時に、石巻赤十字病院は災害拠点病院としてあらかじめ用意してあったマニュアルに従い、全職員が配置につきトリアージと治療の準備を完了。多くの救急患者が運び込まれ、最大で震災2日後には1日1251人もの急患が運び込まれた。病院はロビーのソファーや廊下の床も含め、運び込まれた患者と付き添いの親族らで一杯になった。
本来、石巻市では地震などの災害時、市内116の医療機関が連携して対応するはずであったが、大津波の影響により、旧北上川河口にあった石巻市立病院をはじめとしたほぼ全ての医療機関が機能停止（診療継続が可能な医療機関は石巻赤十字病院を含めて、わずか５施設となっていた。そのうち、高度救命救急医療に対応可能な施設は石巻赤十字病院だけだった。）。大津波の到達もなく、また、災害拠点病院として、自家発電や緊急時の水などを備えた石巻赤十字病院が石巻圏20万人を一手に背負うことになった。全国から120人ほどの医師が石巻赤十字病院に応援に駆けつけ、当院職員と共に対応に当たった。
しかし、災害医療の専門的な訓練を受けてきた医師たちも、かつて体験したことのない災害において、次々と新たな困難に直面する。特に、市役所の行政機能がほぼ停止状況に追い込まれたことにより、避難所の様子がまともに把握できなかった時には、石巻赤十字病院にいた医療スタッフを総動員して、300か所以上の避難所にいる約7万人もの避難民をしらみつぶしに調査するという、前代未聞のローラー作戦を行った。避難所によっては、避難した看護師等がかき集めてきた薬でなんとか医療サービスを維持していた避難所もあり、35か所の避難所では震災から10日経っても食糧さえも確保できない事実がわかった。
3月下旬になっても通常の5倍もの1日300人程の患者が石巻赤十字病院に押し寄せ、その多くは避難所の劣悪な環境による肺炎や感染性の胃腸炎を発病していた。医師による避難所の調査では、水がなく手も洗えない、排泄物も流せない等、劣悪な衛生環境の避難所が3月下旬時点でも100か所以上あった。石巻赤十字病院は、あふれる患者を被災地以外の病院に転院させるなどの対応を図る。災害関連死を含めた当院における死者は、地震後3か月で264人に上る。
震災時の院長である飯沼一宇が、震災発生時の様子や対応などについて、復興をテーマに2011年10月30日に開催されたカンファレンスTEDxTohokuにて講演を行っている。当該講演では、旧北上川の過去の氾濫を鑑みて、3メートルの盛り土をした上に病院を建設した結果、津波の被害を免れることができたことなど、当病院独自の様々な災害対策についてスピーチが行われている。なお、このスピーチの模様はYouTubeで公開されており閲覧することができる。
なお、当時の医療社会事業部長は在京大手メディアによる営業に対し、苦言 を呈している。

## 交通アクセス
JR石巻駅前・4番のりばからミヤコーバス。運行時刻は宮城交通公式サイト「石巻地区路線バス時刻表」（河南線・中里線・三陸線・日赤渡波線）を参照。
- 日赤病院行
- 日赤病院（・鹿又駅前）経由飯野川行
- 日赤病院経由イオンモール石巻行
- 日赤病院・イオンモール石巻経由河南総合支所行

なお、イオンモール石巻には、仙台と石巻を結ぶ高速バス「仙台 - 石巻線」が発着。タクシーのりばも併設。

## 参考

### 書籍
- 石巻赤十字病院、由井りょう子　『石巻赤十字病院の100日間』 小学館、2011年、ISBN 9784093882071
- 石巻赤十字病院、石井　正　『東日本大震災　石巻災害医療の全記録　「最大被災地を医療崩壊から救った医師の７ヵ月」』講談社、2012年、ISBN 9784062577588

### ドキュメンタリー
- NHKスペシャル「果てなき苦闘　巨大津波　医師たちの記録」（2011年7月2日、NHK）[15]